# George Caverhill
George Caverhill (né le 18 octobre 1858 à Beauharnois - décédé le 7 juin 1937 à Montréal) était un homme d'affaires canadien. 
Il est propriétaire unique de Caverhill, Learmont & Co., une prospère quincaillerie située au 451 de la rue Saint-Pierre, dans le Vieux-Montréal. Il quitte le commerce de la quincaillerie pour s'intéresser à la finance. Il devient actif au niveau du courtage et directeur de la Canada Steamship Lines Co. .
Il est proche de Louis-Joseph Forget et de Herbert Holt et deviendra membre du conseil d'administration de la Montreal Light, Heat and Power en 1901. Il habite une somptueuse résidence sur la rue Simpson, au pied du Mont-Royal (dans le Mille carré doré). Collectionneur, Il sera un donateur au Musée des beaux-arts de Montréal.
Il repose au Cimetière Mont-Royal de Montréal

## Source
- Fiche sur George Caverhill